# Amerykański kuc szetlandzki

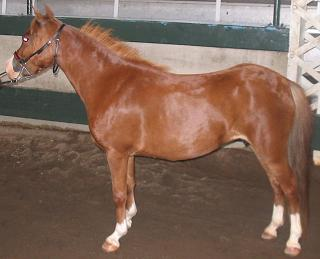
Kuc szetlandzki z Ameryki, charakteryzuje się kośćcem mocniejszym od kuca skandynawskiego

Amerykański kuc szetlandzki – rasa kuca, wyhodowana w USA. 
Amerykańskiego Szetlanda wyhodowano krzyżując delikatniejsze kuce szetlandzkie z kucami hackney i końmi arabskimi, oraz z mniejszymi folblutami. Jest on dobrym wierzchowcem i cenionym kucem zaprzęgowym, wykazuje także uzdolnienia skokowe. 
Wysokość w kłębie: 1,02 do 1,07 m.